# Wörmersdorf
Wörmersdorf ist ein Ortsteil der Gemeinde Pollenfeld im oberbayerischen Landkreis Eichstätt.

## Geographie
Das Kirchdorf liegt auf der Hochfläche der südlichen Frankenalb an der Staatsstraße 2225 und ist mit Pollenfeld zusammengewachsen.

## Geschichte
Den Ortsnamen deutet Joseph Plank folgendermaßen: „Wörmersdorf, in ältern Urkunden Werndorf … bei Pollnfeld … auf dem Rupertsberge und unweit der Teufelsmauer oder Römischen Landwehr …; schon zu Anfang des 14. Jahrh. zu Eichstädt gehörig.“ Eine andere Deutung beschreibt Karl Kugler und leitet den ersten Teil des Ortsnamens von einem Vornamen ab: „Das Dorf des Werimar, des Kampfberühmten, von wari, weri, Wehr, Waffe, Kampf, und mar, meri, berühmt.“
Wegen der lehmigen Erde gab es früher in Wörmersdorf wie auch in Pollenfeld viele Hafner, die ein verbrieftes Marktrecht in Eichstätt hatten. Bis ins 19. Jahrhundert ernährten sich viele Familien auch durch Erzgraben und Erzwaschen, welches im Hüttenwerk Obereichstätt verarbeitet wurde.
Wörmersdorf war bereits vor der Gemeindegebietsreform ein Ortsteil von Pollenfeld; die Gemeinde wechselte am 1. Juli 1972 mit dem nun vergrößerten Landkreis Eichstätt von Mittelfranken nach Oberbayern.

## Sehenswürdigkeiten

### Katholische Filialkirche St. Martin

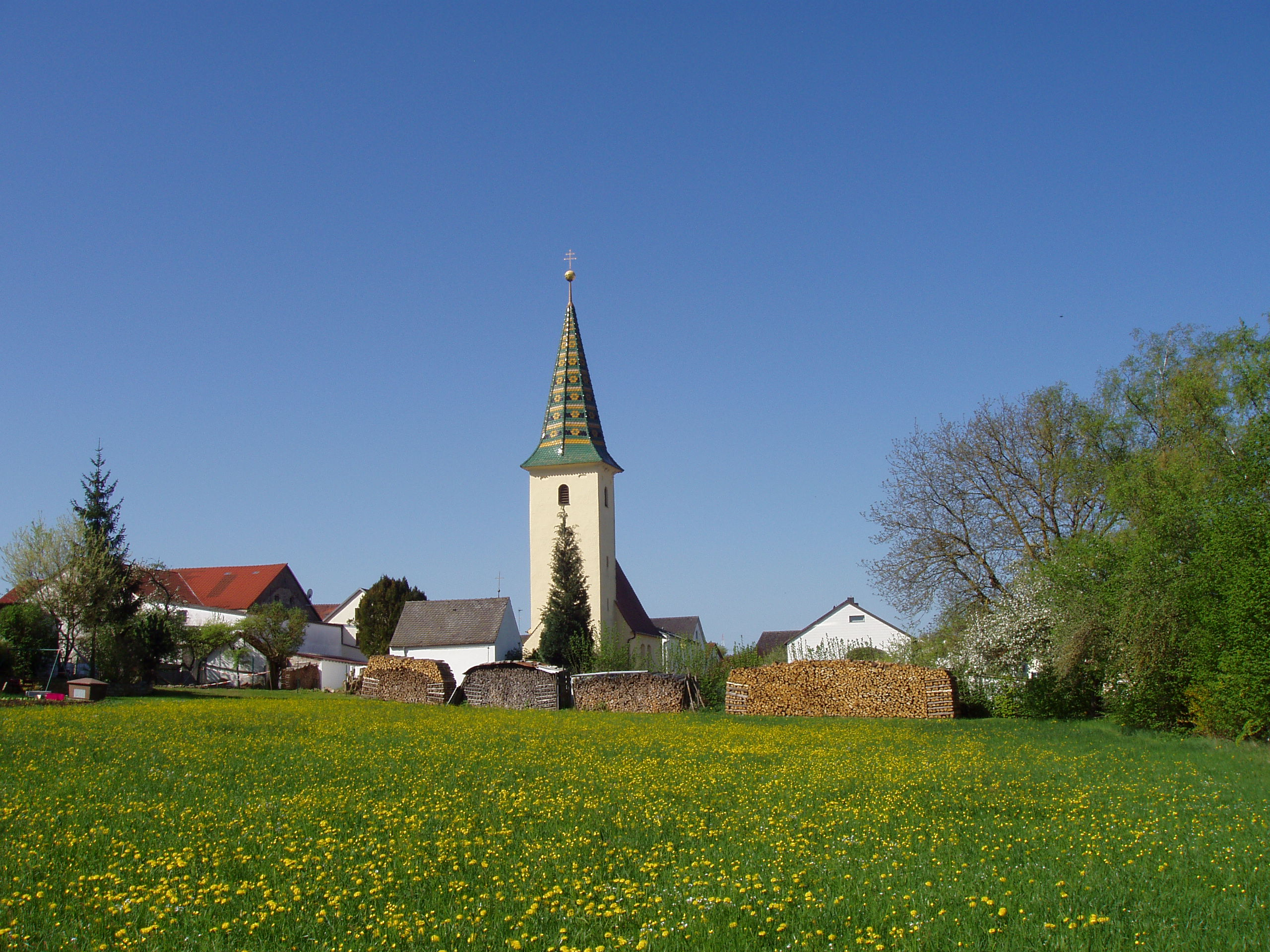
Filialkirche St. Martin Wörmersdorf

Der Ort Wörmersdorf wird bereits in einer Urkunde des Papstes Urban III. aus dem Jahre 1186 als „Wermensdorf“ erwähnt. Ob die Kirche in Wörmersdorf ursprünglich eine Hofkirche war, lässt sich nicht mehr nachweisen. Sie könnte jedenfalls aus dem nebenliegenden „Seebauernhof“ stammen und wird noch heute von den Grundstücken eingegrenzt. Im Jahre 1355 wird die kleine Kirche aus der Pfarrei Titting ausgepfarrt und gehört nun zur Pfarrei Pollenfeld. In einem Salbuch von 1548 werden beide Kirchen genannt: „…aber in Pollenfeld ist die Pfarrkirche und zu Wirmersdorf ain Capelle. Die muß ain Pfarrer zu Pollenfeld neben versehen.“
1692 wurde die Kirche durch Pfarrer Ferdinand Spaney restauriert. Der Schreiner Adam Miller aus Rieshofen fertigte eine neue Decke für das Langhaus und erneuerte die Empore. Eine umfassende Renovierung fand 1862–1865 unter Pfarrer Hubert Geyer statt. Es wurden größere Fenster eingebaut und ein neuer Altar für 168 Gulden angeschafft. Er stammt aus der Werkstatt des Kelheimer Historienmalers Johann Deller und zeigt den Heiligen Martin beim Mantelteilen mit einem Bettler. Als Vorlage verwendete der Künstler einen Stahlstich, gestochen von Carl Wilhelm Overbeck im Jahre 1847.

#### Kirchturm
In einigen alten Ortsbeschreibungen wird der mit buntglasierten Ziegeln gedeckte Kirchturm besonders erwähnt. In Wörmersdorf gab es bis Ende des 19. Jahrhunderts sehr viele Töpfereien. Der Hafnermeister Simon Mögn lieferte 1867 die Dachziegel für 17,48 Gulden. 1988 wurde der Turm durch die ortsansässige Firma Franz Egner neu eingedeckt. Die Firma Franz Egner hat den Turm 2015 erneut eingedeckt, nachdem dies durch umfangreiche Sanierungsarbeiten am Dachgebälk notwendig geworden war. Im Untergeschoss des rechteckigen Turmes (4,50 m × 2,80 m) befindet sich ein spitzbogiger Chorbogen sowie ein Rundbogenfenster an der Südseite.

#### Martinsfigur
Eine besondere Kostbarkeit ist die sehr alte Martinsfigur die vermutlich im 13. Jahrhundert entstand. Sie gehört zu den ältesten Skulpturen der Diözese Eichstätt. Die 80 cm hohe Holzfigur zeigt Martin im bischöflichen Gewand mit Krummstab und Buch. Das kleine griechische Metallkreuz auf der Mitra ist im 20. Jahrhundert verloren gegangen.

#### Mondsichelmadonna
Die spätgotische Marienfigur (um 1500) mit Jesuskind im Stil einer Mondsichelmadonna wird durch einen Baldachin besonders präsentiert. Die 80 cm hohe Holzfigur stammt von einem unbekannten Bildschnitzer.

#### Tafelbild
In der Kirche befindet sich ein Tafelbild mit der Darstellung der „Drei adligen Jungfrauen“, welche wie in Wachenzell einen Holzteil gestiftet haben. Sie zeigen Kunigund (mit Pflugschar), Adelheid (mit Zepter) und Gunthildis (mit Melkeimer). Die Inschrift lautet: „Zur beständiger Gedächtnis und schuldigsten Dank der von denen drei adeligen Jungfrauen und Schwestern Kunigunde Adelheid und Einhilde mit Verschaffung des Gemeinde Holzes empfangenen großen Gut hat diese Tafel machen lassen die Gemeinde zu Wörmersdorf. Renoviert anno 1779, und anno 1866 u. 1906“.

#### Weihwasserbehälter
Im neugestalteten Eingangsbereich wurde auch der steinerne Weihwasserbehälter renoviert, der ursprünglich aus einem Grabstein des 18. Jahrhunderts gearbeitet wurde. Die Inschrift lautet: „Anno 1725 den 6. April ist gestorben Wilibalt Wismeyer Ziegler seines alters 54 Jahr, Gott seye ihm gnedig“.

## Ortshinweisschild

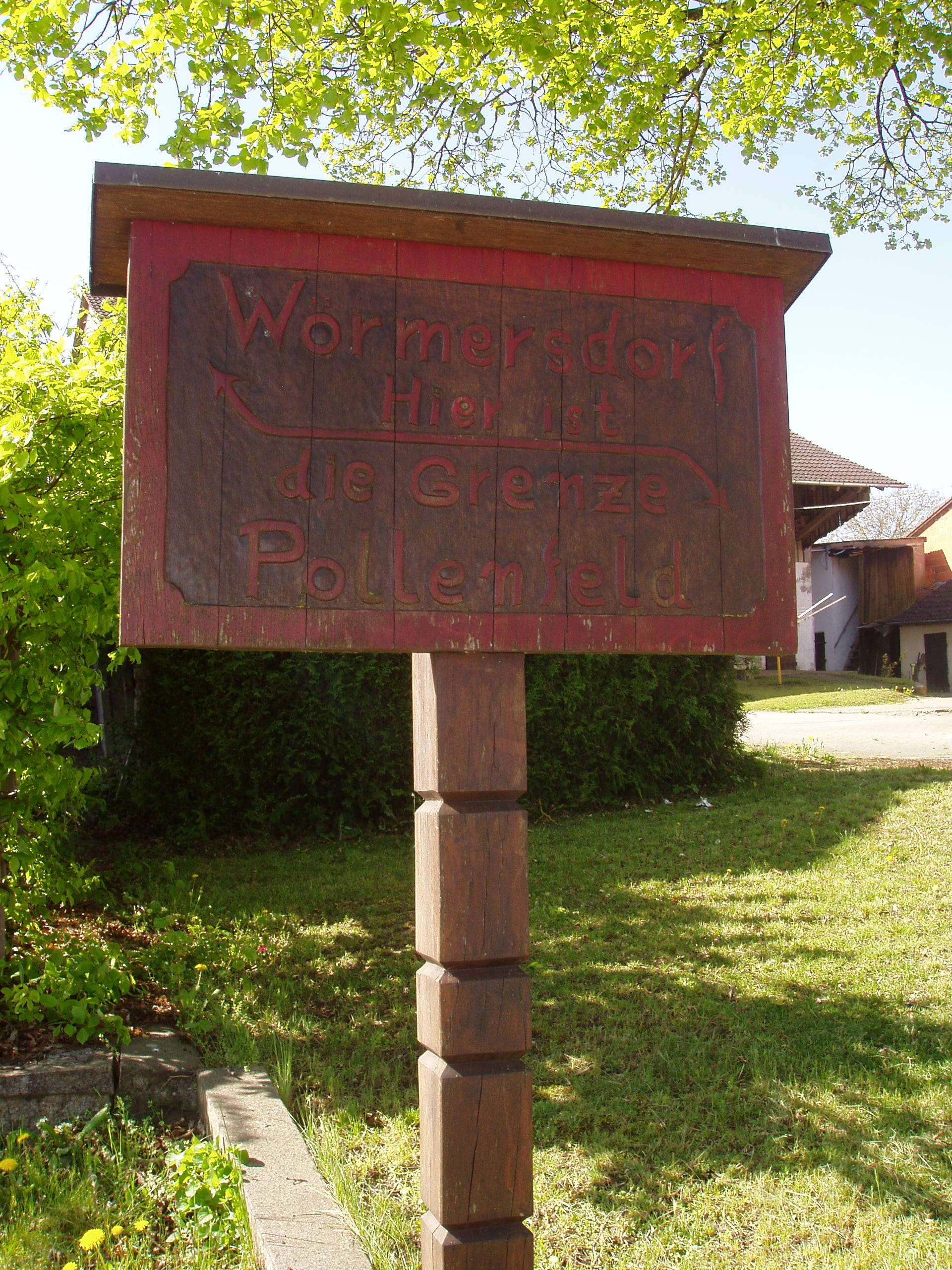
Grenzschild zwischen Pollenfeld und Wörmersdorf

Damit die Grenze zwischen Pollenfeld und Wörmersdorf auch für Ortsfremde sichtbar ist, wurde am 5. August 1989 ein Ortshinweisschild errichtet.